# Michael Schugalté
 (juin 2025).
La mise en forme du texte ne suit pas les recommandations de Wikipédia : il faut le « wikifier ».
Les points d'amélioration suivants sont les cas les plus fréquents :
- Les titres sont pré-formatés par le logiciel. Ils ne sont ni en capitales, ni en gras.
- Le texte ne doit pas être écrit en capitales (les noms de famille non plus), ni en gras, ni en italique, ni en « petit »…
- Le gras n'est utilisé que pour surligner le titre de l'article dans l'introduction, une seule fois.
- L'italique est rarement utilisé : mots en langue étrangère, titres d'œuvres, noms de bateaux, etc.
- Les citations ne sont pas en italique mais en corps de texte normal. Elles sont entourées par des guillemets français : « et ».
- Les listes à puces sont à éviter, des paragraphes rédigés étant largement préférés. Les tableaux sont à réserver à la présentation de données structurées (résultats, etc.).
- Les appels de note de bas de page (petits chiffres en exposant, introduits par l'outil «  Source ») sont à placer entre la fin de phrase et le point final[comme ça].
- Les liens internes (vers d'autres articles de Wikipédia) sont à choisir avec parcimonie. Créez des liens vers des articles approfondissant le sujet. Les termes génériques sans rapport avec le sujet sont à éviter, ainsi que les répétitions de liens vers un même terme.
- Les liens externes sont à placer uniquement dans une section « Liens externes », à la fin de l'article. Ces liens sont à choisir avec parcimonie suivant les règles définies. Si un lien sert de source à l'article, son insertion dans le texte est à faire par les notes de bas de page.
- La présentation des références doit suivre les conventions bibliographiques. Il est recommandé d'utiliser les modèles {{Ouvrage}}, {{Chapitre}}, {{Article}}, {{Lien web}} et/ou {{Bibliographie}}. Le mode d'édition visuel peut mettre en forme automatiquement les références.
- Insérer une infobox (cadre d'informations à droite) n'est pas obligatoire pour parachever la mise en page.

Pour une aide détaillée, merci de consulter Aide:Wikification.
Si vous pensez que ces points ont été résolus, vous pouvez retirer ce bandeau et améliorer la mise en forme d'un autre article.
 (juin 2025).
Michael Schugalté (né le 20 février 1890 à Odessa en Russie et mort le 14 avril 1954 à Knokke, en Belgique) est un violoniste juif russe, chef d'orchestre et compositeur.

## Biographie
Michael Schugalté est né à Odessa en 1890 sous le nom de Moses Schuchhalter (ou, puisqu’il n’y a pas de h-fort en russe, Moses Schu-g-alte(r)). Il étudie le violon puis dirige un petit orchestre, avant de fuir en 1917 la révolution russe. Après être passé par Prague où il se marie en 1922 avec Thea Schimkat, danseuse étoile juive allemande, il arrive à Berlin à la fin des années 1920. En 1932, il est deuxième - après son collègue violoniste Barnabás von Géczy et son orchestre - dans la compétition pour le violon bleu que le journal "Acht Uhr-Abendblatt" de Berlin avait proclamée parmi les principaux orchestres de divertissement.
Schugalté a enregistré pour le label GLORIA de Carl Lindström Company (en). Son répertoire comprenait des compositions de danse et de percussions, mais sa spécialité était la musique populaire d’Europe de l’Est. Les potpourris avec des mélodies nationales roumaines ou hongroises y sont apparus, Schugalté étant d’origine juive. En 1935, il est exclu de la Chambre de la musique du Reich (Reichsmusikkammer) et n’a plus le droit de jouer dans l’Allemagne dirigée par les nazis. Il fuit en Angleterre 1935 au moment où sont proclamées les lois de Nuremberg. Son orchestre est repris par le pianiste et compositeur allemand Jo Knümann (de) (1895-1952) qui se rend lui-même en Belgique.
Pendant la Seconde Guerre mondiale, il reste à Bruxelles avec sa femme Thea Schimkat, danseuse étoile et ont un enfant Tania Bernard-Schugalté, artiste peintre née le 30 avril 1943. Il a continué à jouer dans la salle "Ancienne Belgique" comme il le faisait à Berlin. Il est décédé d'une crise cardiaque le 14 avril 1954 à Knokke, en Belgique.

## Discographie

### Enregistrements de Schugalté
- Gloria G.O.430 a (Bi 650) Doyna roumaine / b (Bi 651) Lied hongrois et Csárdás
- Gloria G.O.13 200 b (Bi 726) Legende d’amour (Giuseppe Becce, op. 11)
- Gloria G.O.27 331 a/b (Bi 728 et 729) Potpourri de chants folkloriques roumains I et II

### Compositions de Schugalté
- Carnaval de Bucarest (pour violon, piano et orchestre), Schott Music; ISMN M-54350-861-3
- Le Rossignol (Le Rossignol), (pour violon et piano)
- Polka rigolotte (pour violon)
- Drunt in der lobau

## Sources
- https://www.schott-music.com/en/person/michael-schugalte